# Eltham Palace
Eltham Palace, ook Eltham Court of Eltham Hall genoemd, is een landhuis en een voormalig koninklijk paleis in Eltham, gelegen in de Royal Borough of Greenwich in het zuidoosten van de Britse hoofdstad Londen. Het deels laatgotische, deels traditionalistische bouwwerk is ingericht in de stijl van de art deco en is een Grade I Listed Building.

## Geschiedenis
Het oorspronkelijke paleis werd waarschijnlijk omstreeks 1295 gebouwd voor bisschop Anthony Bek van Durham. In 1305 schonk de eigenaar het aan koning Edward II. Het paleis bleef tot de 16e eeuw in gebruik door de Engelse koningen. Hier werden onder anderen Jan van Eltham (1316-1336), Filippa Plantagenet (1355-1382) en Birgitta van York (1480-1517) geboren. Volgens een legende zou hier ook het incident (het losgaan van een kousenband) hebben plaatsgevonden, dat leidde tot de instelling van de Orde van de Kousenband door Edward III in 1348. Eltham Palace was het favoriete buitenverblijf van Hendrik IV, die er in de winter van 1400-1401 keizer Manuel II Palaiologos van het Byzantijnse Rijk ontving. Edward IV verbleef eveneens veel in Eltham en was omstreeks 1470 de bouwheer van de nog bestaande Great Hall. Hendrik VIII, geboren in het nabije paleis van Greenwich, groeide hier op en ontmoette er in 1499 de geleerde Erasmus van Rotterdam, die naar aanleiding daarvan een lofdicht schreef.
Na de ambitieuze herbouw omstreeks 1500 van het Palace of Placentia in Greenwich verkozen de Tudor-vorsten dit paleis boven dat in Eltham, ook al omdat het dichter bij de Theems lag. Eltham bleef voornamelijk in gebruik als jachtslot, waartoe de omringende koninklijke domeinen Great Park (240 ha), Little of Middle Park (130 ha) en Home of Lee Park (140 ha) volop gelegenheid boden. Wel vernieuwde Hendrik VIII omstreeks 1530 het koninklijk verblijf en de kapel, waarvan vrijwel niets resteert. In 1632 bood koning Karel I een deel van Eltham Palace aan als buitenverblijf aan de Vlaamse schilder Antoon van Dyck. Tijdens de Engelse Burgeroorlog (1639-1651) werd een deel van de gebouwen gesloopt. De kroniekschrijver John Evelyn beschreef het in 1656 als "in miserable ruins".

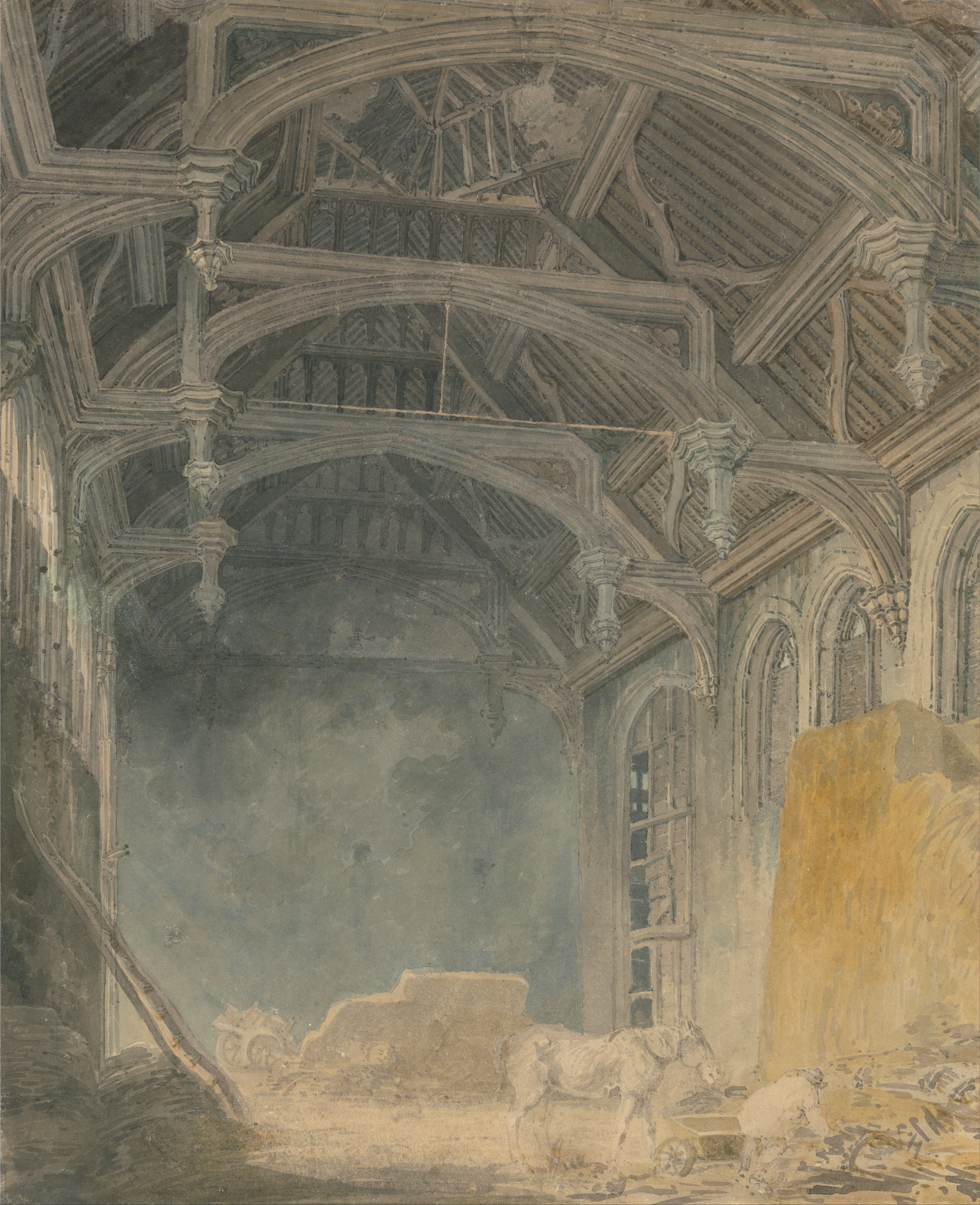
De Great Hall als stal, aquarel van Turner, ca 1793

Karel II verhuurde Eltham Palace in 1663 aan de koopman John Shaw, die twee jaar later de titel "baron van Eltham" ontving. Shaw liet elders op het uitgestrekte terrein een nieuw landhuis bouwen, Eltham Lodge. De bewaard gebleven ridderzaal werd in de 18e eeuw als stal gebruikt, later als tennishal. Tot 1893 woonden hier afstammeling van Shaw.
In 1933 verwierf het echtpaar Stephen en Virginia Courtauld het landgoed. Stephen Courtauld was directeur van Ealing Film Studios en een broer van de kunstverzamelaar Samuel Courtauld, de oprichter van het Courtauld Institute of Art. De Courtaulds lieten de middeleeuwse ridderzaal restaureren en ernaast een huis bouwen, dat door de Zweedse designer Rolf Engströmer werd ingericht. Tevens werd de tuin opnieuw aangelegd. Tot 1944 was Eltham Palace het toneel van menig societytreffen. Een van de huisdieren van het echtpaar, de lemuur Mah-Jongg, had een speciaal ingerichte kamer op de bovenverdieping met een luik naar de onderliggende plantenkamer.
Van 1945 tot 1992 was het Royal Army Educational Corps hier gevestigd. In de jaren zestig en zeventig vonden enkele archeologische opgravingen plaats op het terrein, waarbij onder andere de gebouwen uit de tijd van Hendrik VIII werden onderzocht. Het paleis is tegenwoordig eigendom van de Britse staat (The Crown Estate). Het beheer van het huis en de tuinen is sinds 1995 in handen van English Heritage, dat de gebouwen in 1999 na restauratie openstelde voor het publiek.

## Beschrijving
Eltham Palace is het belangrijkste monument in Eltham. Diverse onderdelen van het paleis en de tuinen zijn geclassificeerd als listed buildings, waaronder zes in de hoogste categorie, grade I, en elf als grade II*.

### Exterieur
De Great Hall was de ridderzaal van Eltham Palace en dateert uit 1479. Het is het oudste complete gebouw op het terrein. Het aangrenzende woongebouw dateert uit de jaren 1933-36 en is een traditioneel ontwerp van de architecten Seely & Paget. Eltham Lodge, het door John Shaw gebouwde landhuis, bevindt zich niet meer op het terrein van Eltham Palace. Het gebouw uit 1665 is tegenwoordig het clubhuis van de Royal Blackheath Golf Course, de oudste golfclub ter wereld, buiten Schotland (1606).

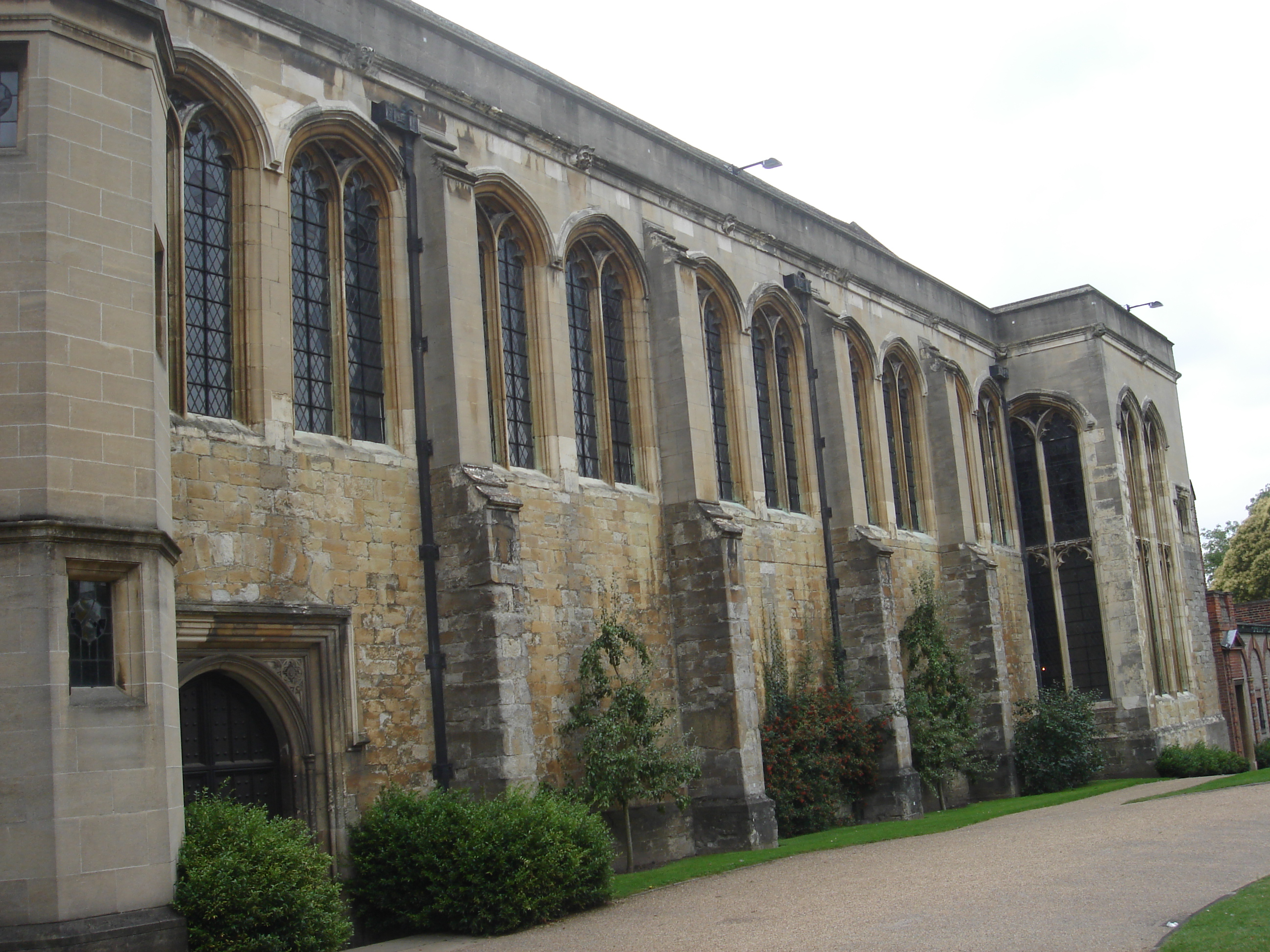
Great Hall
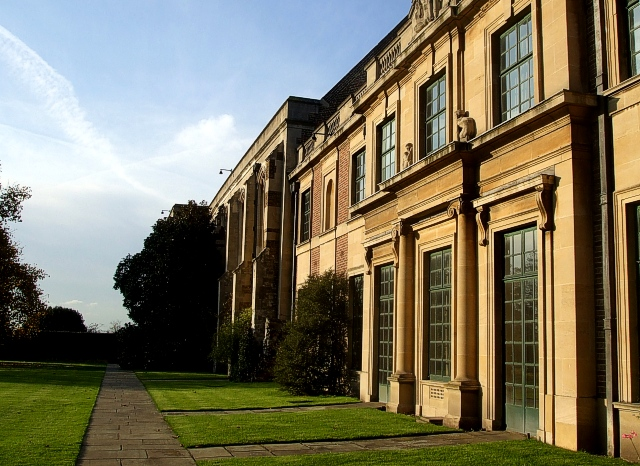
Zuidgevel
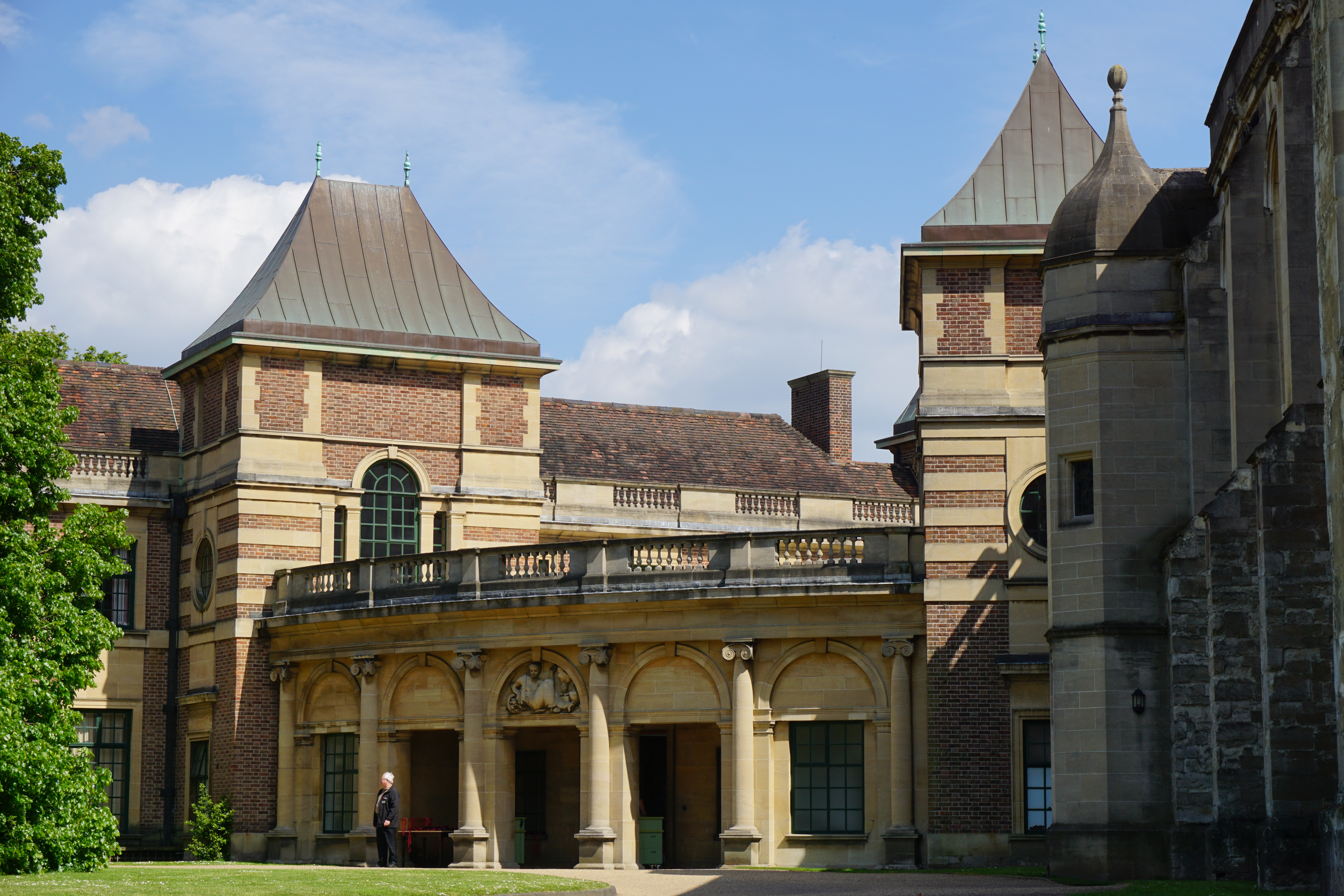
Entreegedeelte
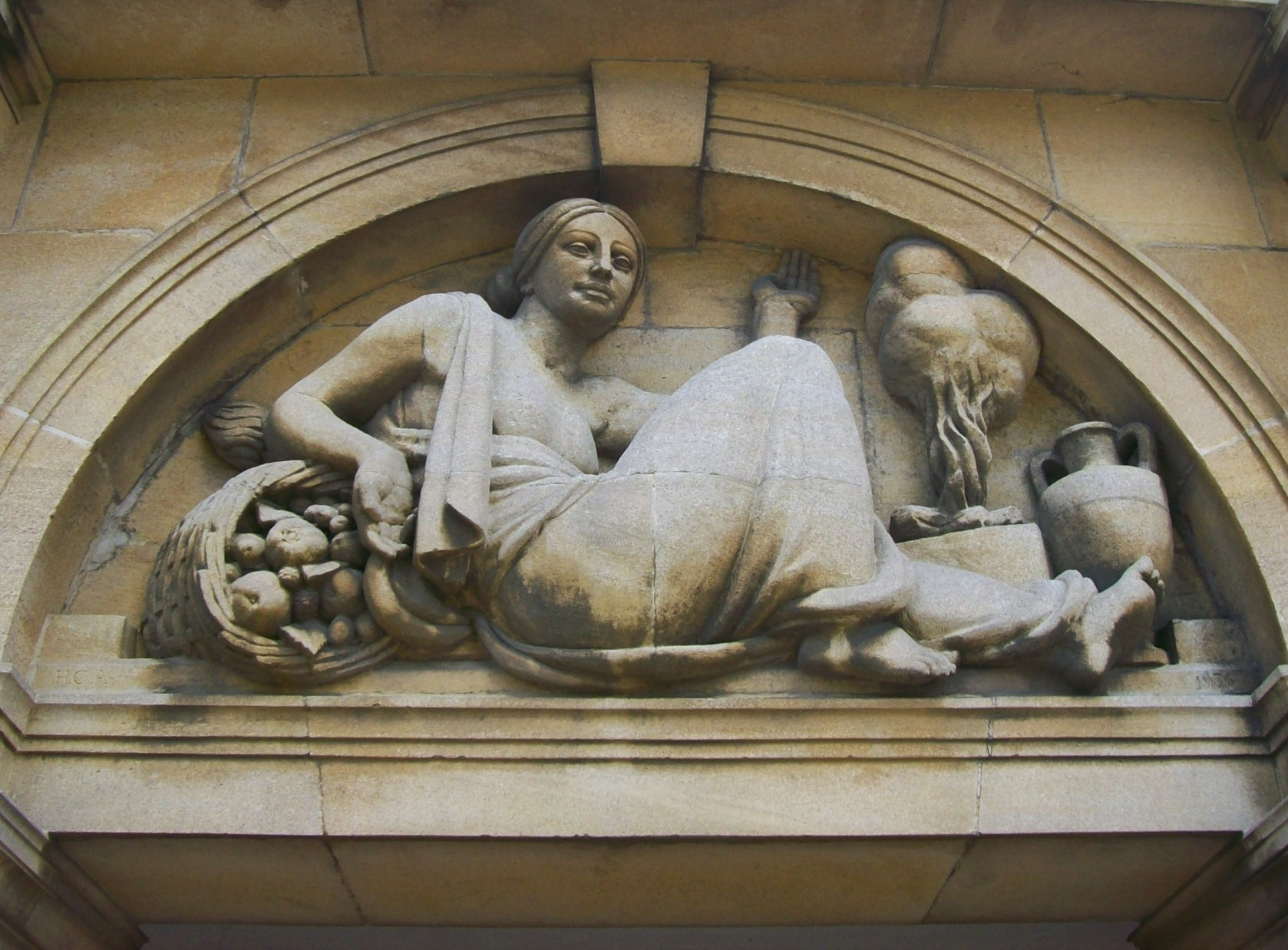
Reliëf boven entree

### Interieur
De Great Hall is tegenwoordig in gebruik als restaurant. Het meest in het oog springende onderdeel van de zaal is het decoratieve balkenplafond. Het balkon (minstrels' gallery) werd omstreeks 1935 toegevoegd. De overige delen van het interieur zijn eveneens in de jaren 1930 in de stijl van de art deco ingericht waarbij, naast de Zweedse interieurarchitect Rolf Engstromer, de Italiaanse decorateur Peter Malacrida en de Engelse kunstschilders Winifred Knights en Tom Monnington betrokken waren. Vooral de entreehal met een spectaculaire glazen koepel is indrukwekkend.

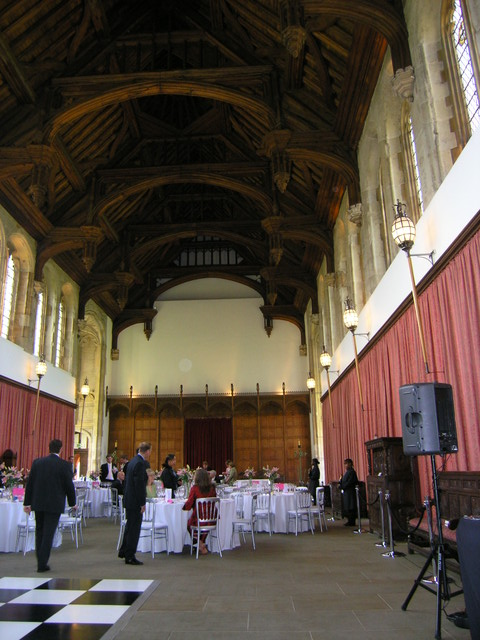
Great Hall
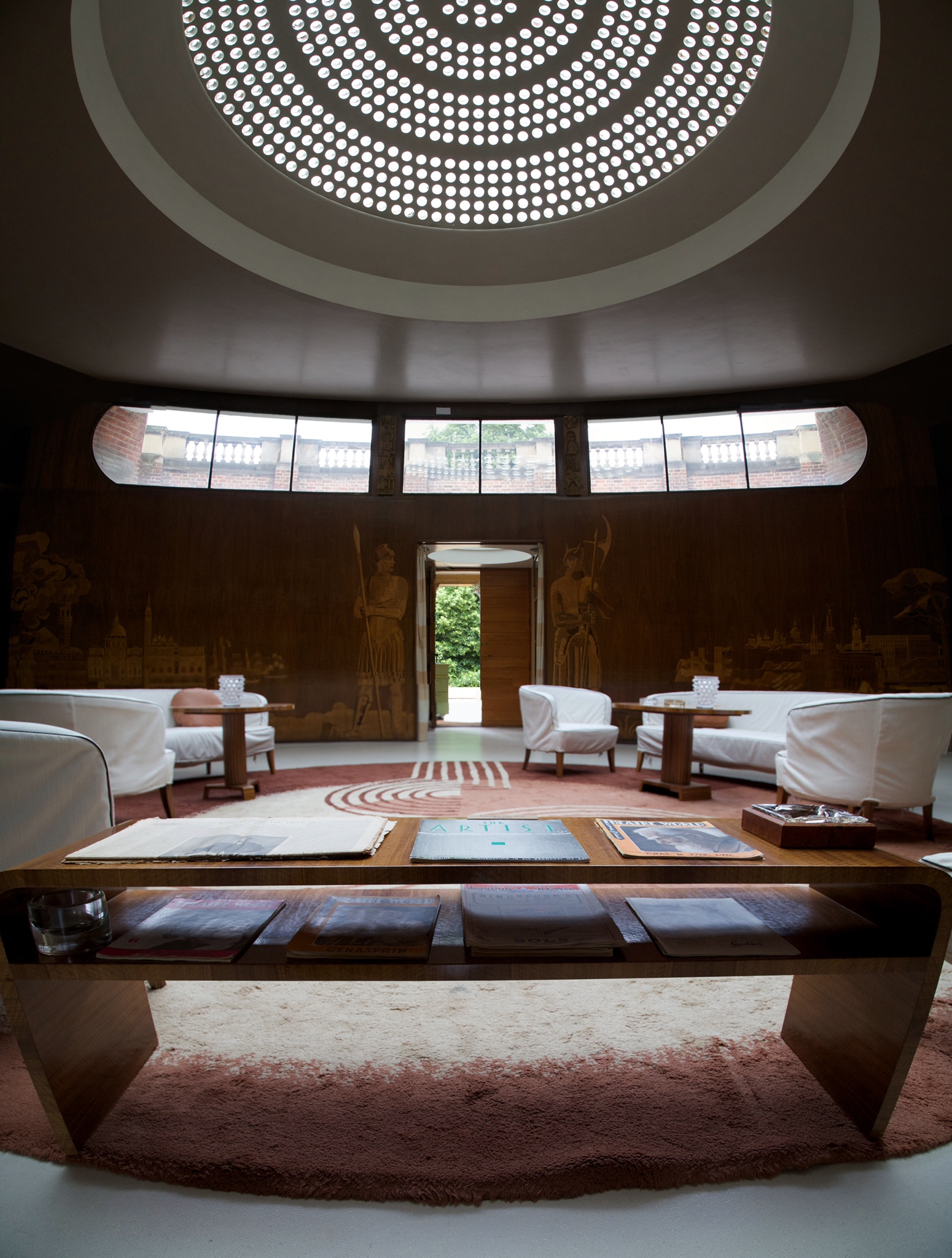
Entreehal
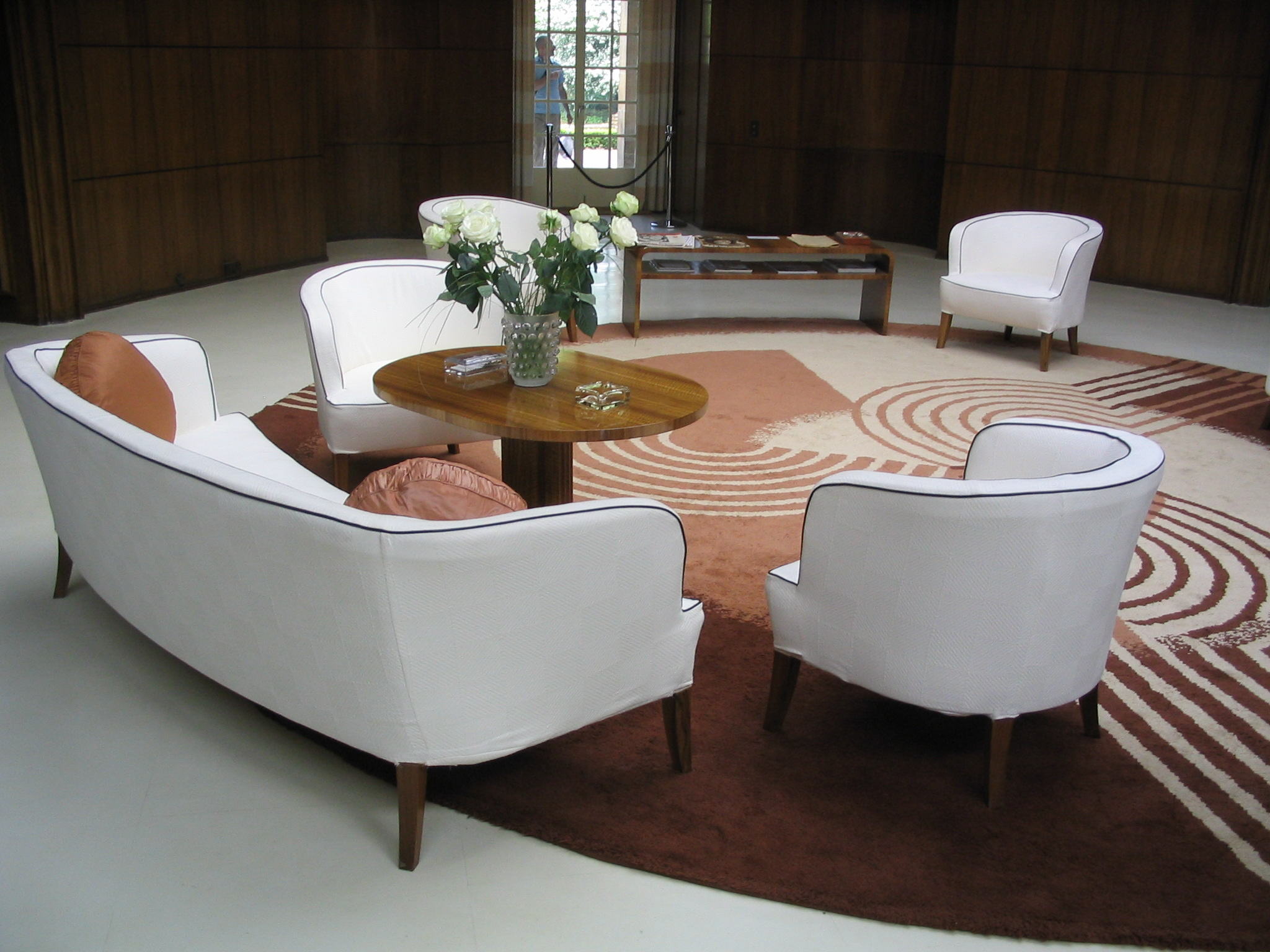
Meubilering entreehal
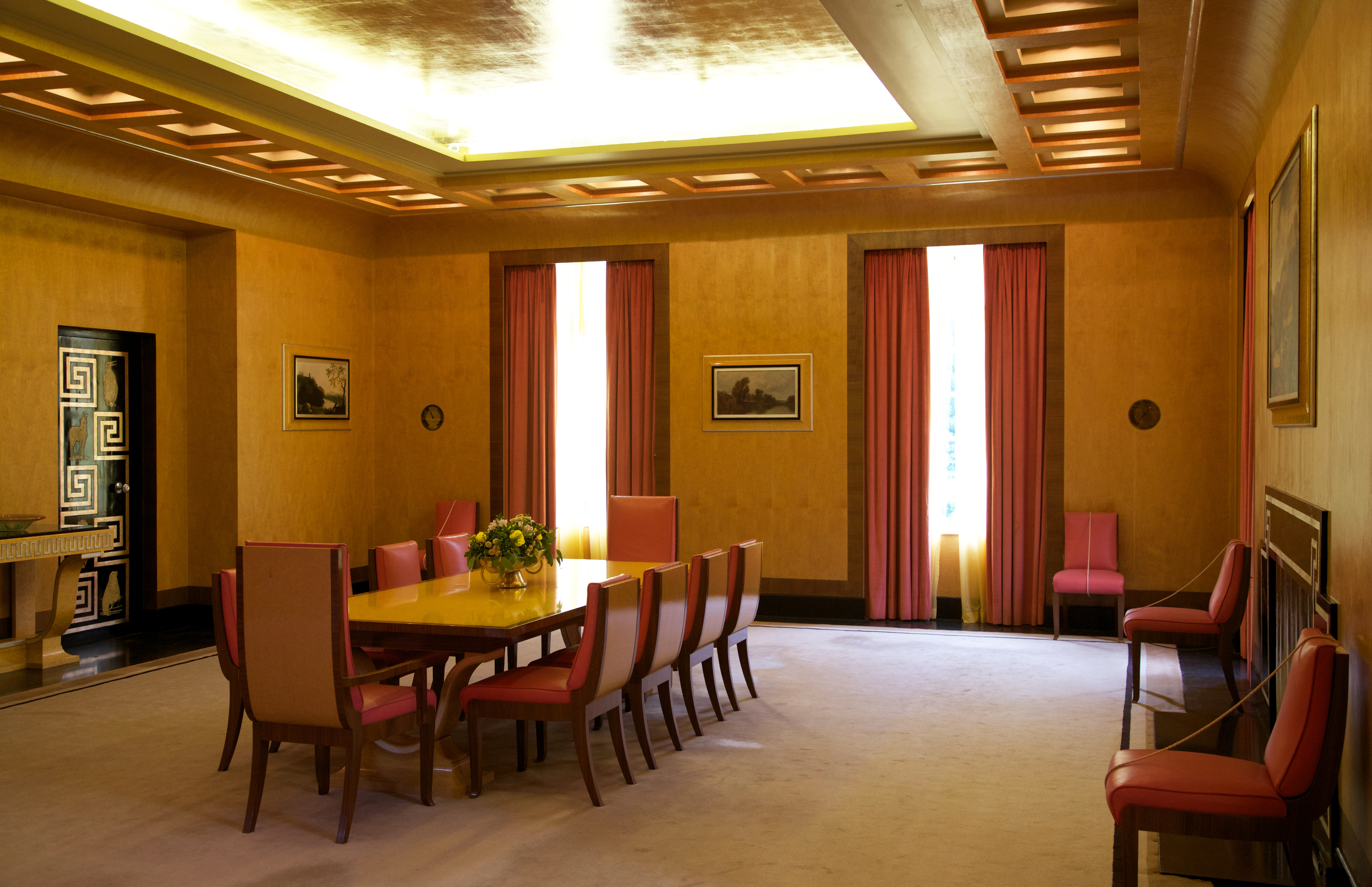
Eetkamer

### Tuinen
In de ruim 7 hectare grote tuin zijn ruïnes te vinden van oorspronkelijke tudorgebouwen. Bijzonder zijn de twee bruggen over de kasteelgracht uit de 15e en 16e eeuw. De tuin, deels gebaseerd op het ontwerp uit de jaren dertig, bevat onder andere een verzonken rosarium, een rotstuin en borders die ontworpen zijn door de Belgische tuinarchitect Isabelle Van Groeningen.

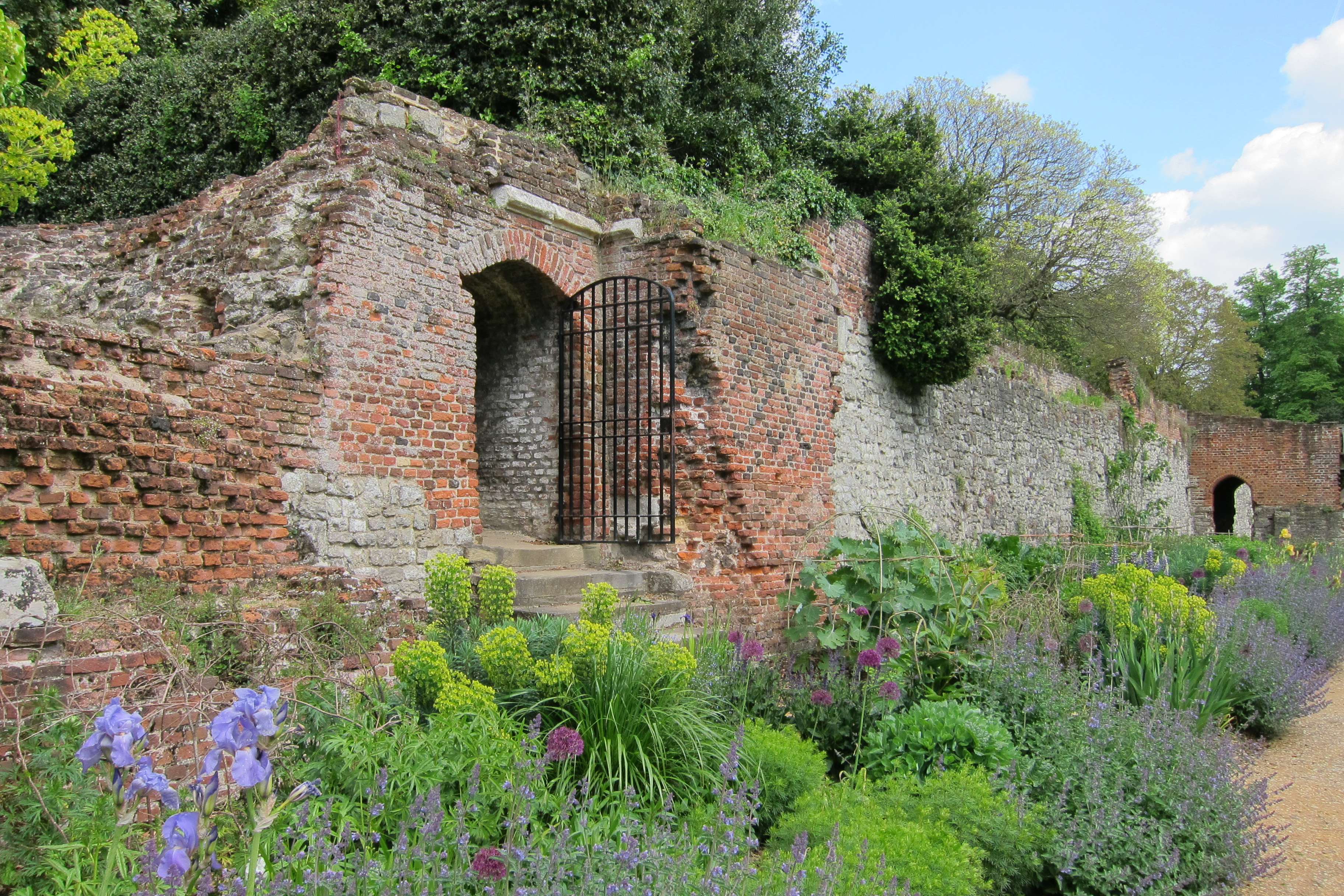
Paleistuin met ruïnes
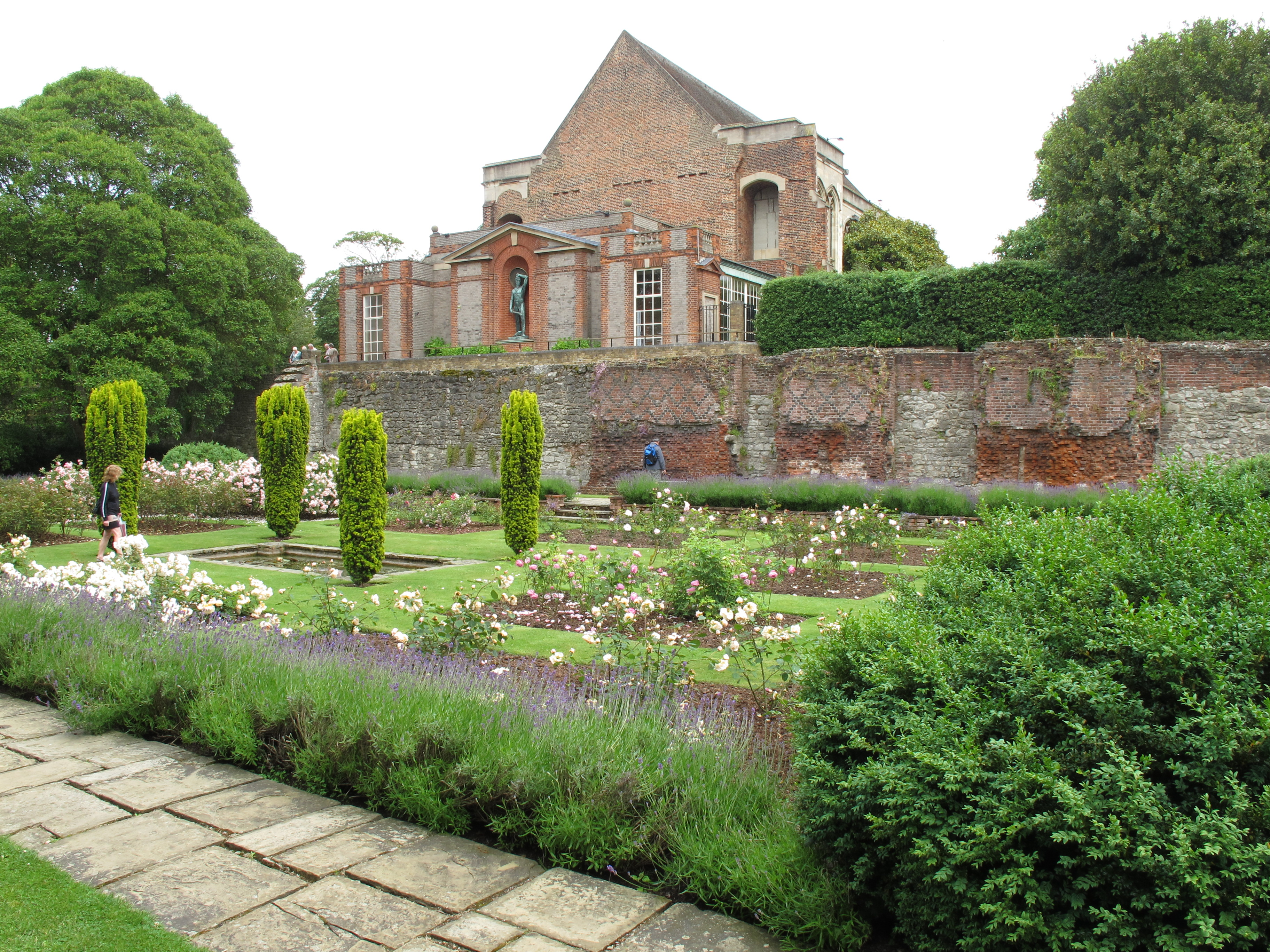
Rozentuin
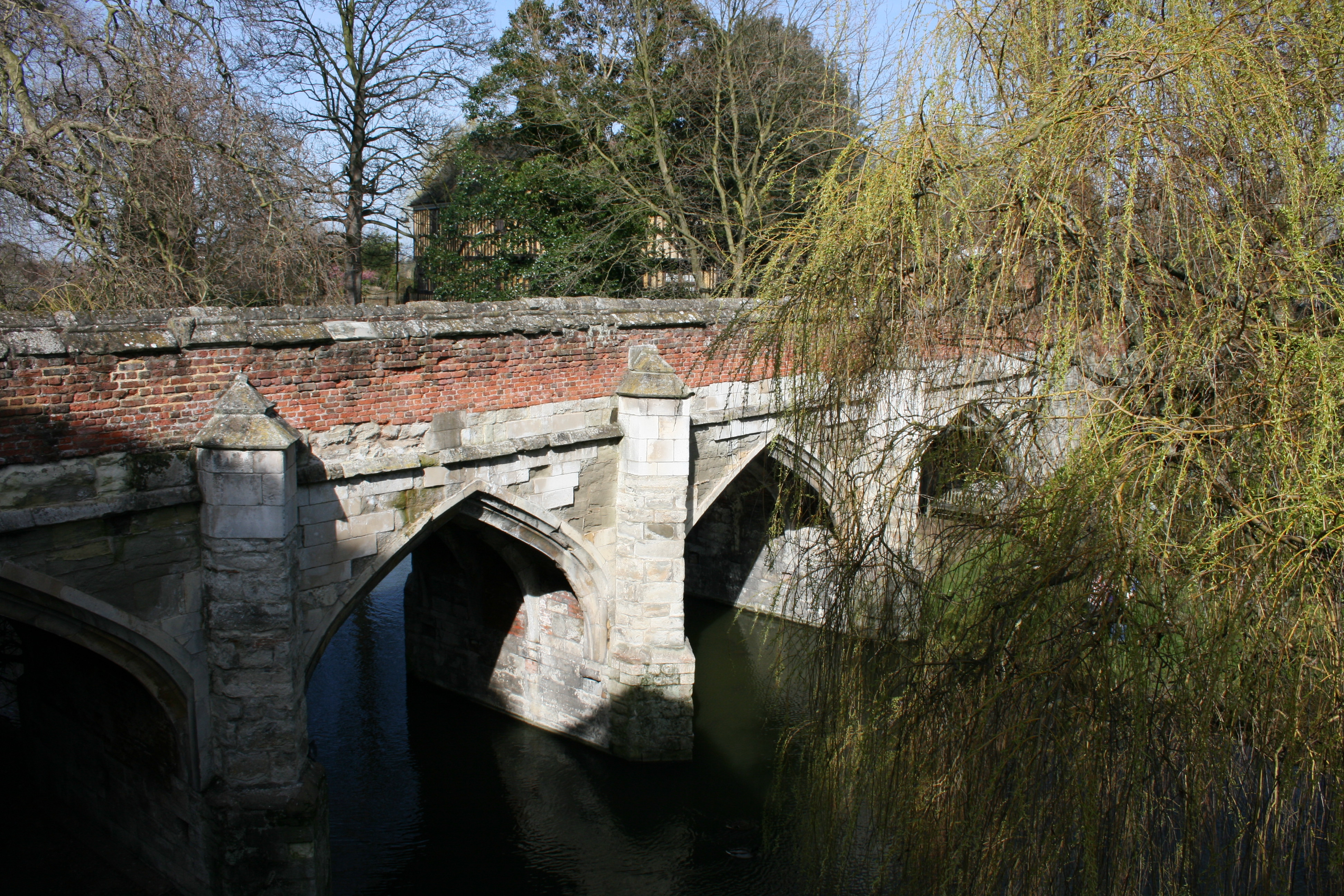
Noordelijke brug
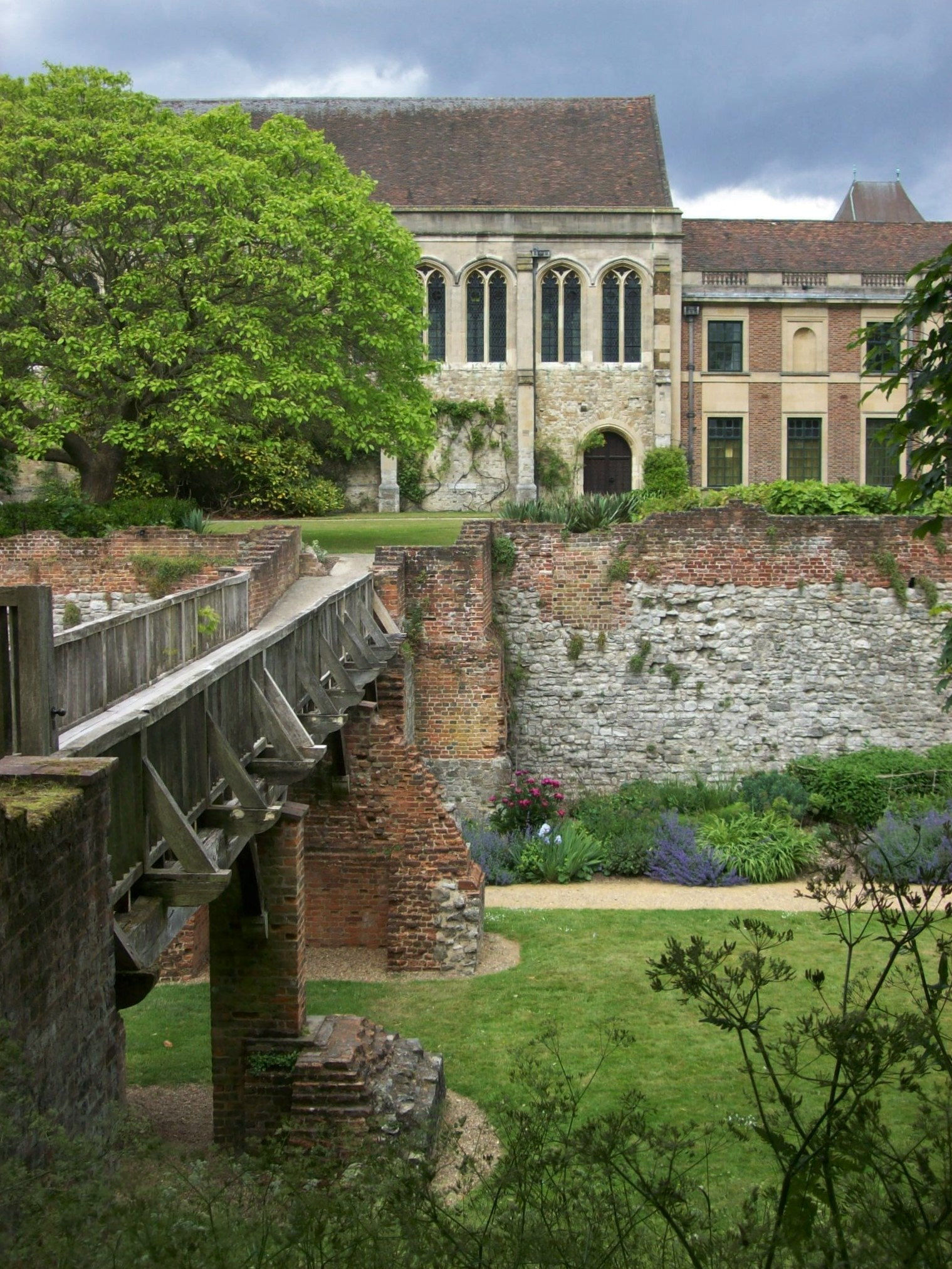
Zuidelijke brug